# Contrarrevolución

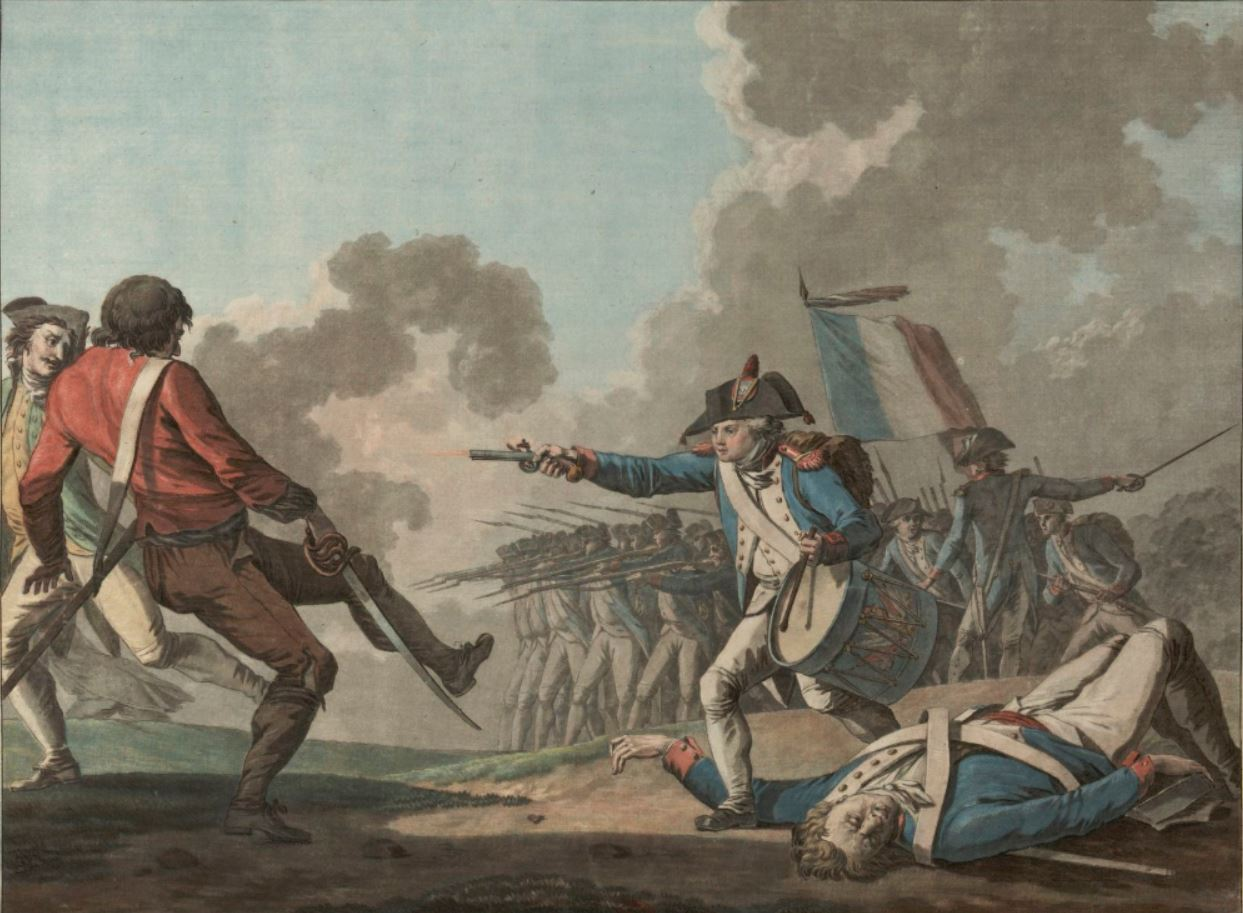
La Guerra de la Vendée fue un alzamiento monárquico que fue reprimido por las fuerzas revolucionarias en 1796

Una contrarrevolución es un movimiento contrario a una revolución ya acaecida, normalmente en un pasado próximo, que intenta revertir sus resultados, parcial o totalmente; este movimiento desea restaurar la situación o los principios prevalecientes en la época prerrevolucionaria. El adjetivo contrarrevolucionario denota a cualquier ente o persona que se opone a una revolución.
Una contrarrevolución puede tener consecuencias positivas o negativas, dependiendo en parte del carácter beneficioso o pernicioso de la revolución que se revierte. Por ejemplo, Plutarco considera que el éxito transitorio de Agis y Cleómenes en Esparta, al restaurar la constitución de Licurgo, es contrarrevolucionario en sentido positivo. Y durante la Revolución francesa, los jacobinos vieron la revuelta de la Vendée como claramente negativa.

## Contrarrevolucionarios en distintos países
En cierta manera, los jacobitas pertenecen a esta categoría. Los jacobitas apoyaban la reclamación del trono de Inglaterra por parte de la dinastía Estuardo. Los jacobitas siguen existiendo hoy, y continúan defendiendo el derecho de los Estuardo al trono británico.
La palabra «contrarrevolucionario» se refería originalmente a los pensadores que se opusieron a la Revolución francesa de 1789, como Joseph de Maistre, Louis de Bonald o más tarde, Charles Maurras, fundador del movimiento monárquico Action française.  A partir de entonces, se usa en Francia para calificar movimientos políticos que rechazan el legado de la Revolución de 1789, lo que el historiador René Rémond ha denominado legitimistas. Así, los monárquicos que apoyaron al antiguo régimen después de la Revolución, eran contrarrevolucionarios. Por ejemplo, los participantes en la revuelta de la Vendée y las monarquías que acabaron con las distintas revoluciones de 1848. El movimiento monárquico contrarrevolucionario francés de los legitimistas todavía existe, aunque tiene un número muy pequeño de seguidores. Estuvo activo durante la pretendida Revolución nacional encarnada por el régimen de Vichy, que René Rémond no considera un régimen fascista, sino un régimen contrarrevolucionario, cuyo lema era «Travail, Famille, Patrie» (Trabajo, familia, patria), en sustitución del lema republicano «Liberté, Egalité, Fraternité» (Libertad, igualdad, fraternidad).
Tras la Revolución francesa, las políticas anticlericales y la ejecución del rey Luis XVI condujeron a la revuelta de la Vendée. Esta contrarrevolución provocó lo que hoy muchos consideran el primer genocidio moderno. En 1793, monárquicos y católicos tomaron las armas contra la República francesa de los revolucionarios después de que el ejército republicano reclutara a la fuerza a 300 000 vendeanos. Los vendeanos también se rebelaron contra el intento de leva forzosa de Napoleón en 1815.
En Italia, tras la conquista napoleónica a finales del siglo XVIII, hubo contrarrevoluciones en todas las repúblicas hermanas de Francia. La más conocida fue el sanfedismo, movimiento reaccionario liderado por el cardenal Fabrizio Ruffo, que revocó la República Partenopea y permitió que la dinastía de Borbón-Dos Sicilias recuperara el trono del Reino de Nápoles. Se produjo un resurgimiento del fenómeno durante la segunda campaña italiana de Napoleón a principios del siglo XIX. Otro ejemplo de contrarrevolución fue la revuelta campesina en el sur de Italia tras la unificación del país, fomentada por el gobierno de los Borbones en el exilio y los Estados Pontificios. La rebelión, tachada de bandolerismo, acabó por convertirse en una sangrienta guerra civil que duró al menos diez años.
Los partidarios del carlismo desde el siglo XIX hasta el presente son quizás el grupo superviviente más antiguo de la contrarrevolución en España. Los carlistas defienden la aplicación estricta de la ley sálica en la sucesión al trono, por lo que apoyan a la rama borbónica descendiente del infante Carlos María Isidro, hermano del rey Fernando VII, además de la autonomía regional bajo la monarquía, la tradición y el catolicismo. La causa carlista se inició con la primera Guerra Carlista en 1840 y sigue existiendo en la actualidad.

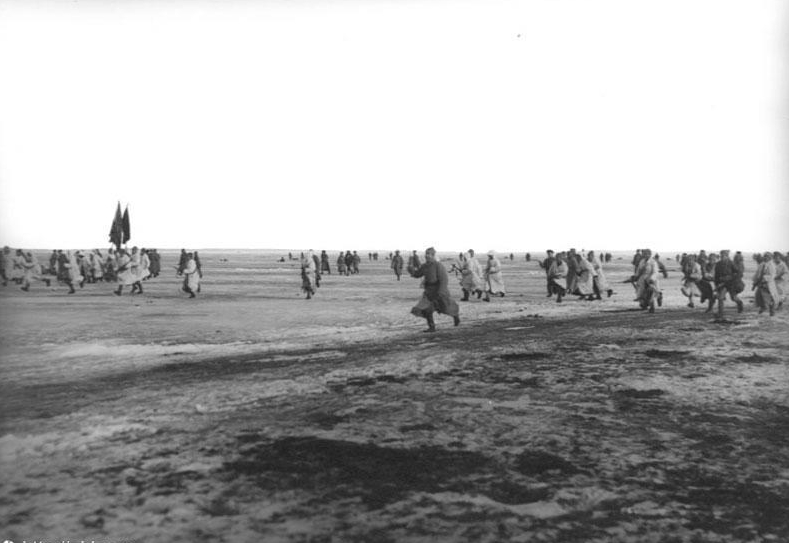
Tropas del ejército Rojo atacan a marineros de Kronstadt en marzo de 1921

El Ejército Blanco y sus partidarios, que lucharon contra los bolcheviques después de la Revolución de Octubre, así como los políticos, policías, soldados y freikorps alemanes que aplastaron la revolución alemana del 18, eran también contrarrevolucionarios. El general Victoriano Huerta, y más tarde los felicistas, intentaron frustrar la revolución mexicana en la década de 1910.
A finales de los años 1920, numerosos católicos mexicanos se alzaron en armas contra el gobierno federal, en lo que se conoció como la Guerra Cristera. El presidente del país, Plutarco Elías Calles, fue elegido en 1924. Calles inició una serie de políticas anticatólicas que en 1926 indujeron a los católicos a presentar una resistencia pacífica comenzando así una contrarrevolución contra las leyes anticlericales. En el verano de 1926 estallaron los altercados. Los combatientes, conocidos como cristeros, lucharon contra el gobierno a causa de la supresión de la iglesia, el encarcelamiento y ejecución de sacerdotes, la creación de una iglesia cismática nacionalista, el ateísmo de estado, el socialismo, la masonería y otras duras políticas anticatólicas.
La guerra civil española fue, en ciertos aspectos, una contrarrevolución. Los carlistas, los monárquicos y los nacionalistas de la Falange, unieron sus fuerzas en 1936 contra la Segunda República. Los contrarrevolucionarios veían la Constitución Española de 1931 como un documento revolucionario que desafiaba la religión, tradición y cultura españolas. En el bando republicano, los actos del Partido Comunista de España contra colectivos rurales también pueden considerarse contrarrevolucionarios.
Más recientemente, los contrarrevolucionarios protagonizaron en 1961 la invasión de Bahía de Cochinos en Cuba con la intención de hacer caer el gobierno revolucionario de Fidel Castro. En los años 80, la contra luchó por derrocar al gobierno Sandinista de Nicaragua. De hecho, el nombre de la contra deriva de «contrarrevolucionario».
Las Autodefensas Unidas de Colombia y otros movimientos paramilitares de Colombia también pueden verse como contrarrevolucionarios. Estos grupos de derechas se oponen a las FARC y a otros movimientos guerrilleros de izquierdas, si bien no ha habido ninguna revolución en este país, a diferencia de Nicaragua, por lo que sería, en parte, erróneo tachar de contrarrevolucionarios a los grupos paramilitares de extrema derecha. 
Algunos contrarrevolucionarios son antiguos revolucionarios que al principio apoyaron el derrocamiento del régimen previo, pero acabaron teniendo ideas distintas a las de los que tomaron el poder tras la revolución. Por ejemplo, algunos de los contras que originalmente lucharon con los sandinistas para destituir a Anastasio Somoza, y algunos de los que se oponen a Castro también se opusieron a Batista.
Plinio Corrêa de Oliveira ha escrito un extenso tratado sobre revoluciones y contrarrevoluciones.

## China
El Kuomintang o Partido Nacionalista Chino utilizó el término «contrarrevolucionario» para denigrar a los comunistas y otros oponentes a su régimen. Chiang Kai-shek, líder del Kuomintang, era quien más lo empleaba.
La ideología del Kuomintang estaba influenciada por el pensamiento revolucionario. El Kuomintang y Chiang Kai-shek utilizaban las palabras «feudal» y «contrarrevolucionario» como sinónimos de malo y atrasado, y se proclamaban orgullosamente revolucionarios. Chiang tildó a los señores de la guerra de feudales, y reclamó que el  Kuomintang aniquilara a los señores feudales y a los contrarrevolucionarios. Chiang se encolerizaba cuando lo llamaban señor de la guerra, por sus connotaciones feudales.
En 1927, Chiang también reprimió y sometió a los comerciantes de Shanghái, arrancándoles préstamos bajo amenaza de muerte o exilio. Mandó arrestar a ricos comerciantes, magnates y empresarios, los acusó de «contrarrevolucionarios» y los retuvo hasta que dieron dinero al Kuomintang. Las detenciones de Chiang también tuvieron como blanco a los millonarios, acusándolos de actividades comunistas y contrarrevolucionarias. También aplicó un boicot contra Japón, enviando a sus agentes a saquear las tiendas donde se vendían productos de este país, e imponiendo multas a sus propietarios. Chiang también ignoró la protección internacional del  Asentamiento Internacional, puso jaulas en sus límites y amenazó con meter ahí a los comerciantes, comunidad  a la que aterrorizó sistemáticamente. La alianza del Kuomintang con la banda verde le permitió desdeñar los límites de las concesiones extranjeras.
También existía un término similar en la República Popular China, que abarca acusaciones como colaborar con fuerzas extranjeras e incitar revueltas contra el gobierno. Según el artículo 28 de la constitución china, «El estado mantiene el orden público, sofoca la traición y otras actividades contrarrevolucionarias, y castiga y reforma a los delincuentes.»
El término fue profusamente utilizado durante la Revolución Cultural, en la que la guardia roja denunció a miles de intelectuales y funcionarios por «contrarrevolucionarios». Finalizada la Revolución Cultural, el término volvió a utilizarse para calificar a Lin Biao y a la Banda de los Cuatro.

## Uso del vocablo
La palabra «contrarrevolución» se utiliza a menudo como sinónimo de «reacción». No obstante, algunos reaccionarios emplean el concepto de «reacción» para describir a sus oponentes, aunque dichos oponentes defiendan una revolución. En general, la palabra «reaccionario» describe a los que se oponen a una tendencia de cambio social a largo plazo, mientras que los «contrarrevolucionarios» son los que se oponen a cambios repentinos y recientes.
Los clérigos que tomaron el poder tras la revolución iraní se convirtieron en contrarrevolucionarios: después de la revolución, los mulás echaron del poder a los marxistas. Miles de prisioneros políticos que se oponían al régimen islámico fueron asesinados, sobre todo durante las ejecuciones de 1988.
En ocasiones no está claro quién representa la revolución y quién representa la contrarrevolución. En Hungría, la revolución de 1956 fue tildada de contrarrevolución por las autoridades comunistas en el poder (que afirmaban encarnar la auténtica revolución). No obstante, treinta años después, los sucesos de 1956 se conocían en todo el mundo como «revolución».

## Citas
- «La contrarrevolución no será una revolución contraria, sino lo contrario de la revolución» (La Contre-Révolution ne sera pas une révolution contraire, mais le contraire de la Révolution.), Joseph de Maistre[10]